# Фельгибель, Вальтер-Пер
Вальтер-Пер Фельгибель (нем. Walther-Peer Fellgiebel; 7 мая 1918, Шарлоттенбург, Германская империя — 13 октября 2001, Франкфурт-на-Майне, Германия) — майор артиллерии вермахта, кавалер Рыцарского креста Железного креста. Сын генерала Эриха Фельгибеля, участника заговора 20 июля.

## Биография
Вальтер-Пер Фельгибель родился в Шарлоттенбурге 7 мая 1918 года. Учился в начальной школе в Гёрлице. В 1937 году окончил гимназию в Альтдёберне. Незадолго до начала Второй мировой войны окончил военное училище в Ганновере, получив звание лейтенанта. 
Участвовал в Польской кампании вермахта и войне против СССР, в ходе которой был несколько раз ранен. 7 сентября 1943 получил звание обер-лейтенанта. Вскоре получил звание гауптмана. С ноября 1943 по лето 1944 преподавал во 2-м артиллерийском училище в Йютербоге.
В 1944 году в связи с покушением на Гитлера был арестован, но благодаря заступничеству начальства его отпустили. В январе 1945 года получил звание майора.

## После войны
После войны работал в немецкой фирме по изготовлению спичек. В 1954 году вступил в ассоциацию кавалеров Рыцарского креста. С 1961 он один из членов совета директоров. С 1970 по 1985 года состоял в комиссии ассоциации. 

## См.также
- Фельгибель, Эрих